# Emanuel Ringelblum
Emanuel Ringelblum (11. listopadu 1900, Bučač – 7. března 1944, Varšava) byl polsko-židovský historik, politický aktivista, sociální pracovník a organizátor tajného archivu, pořízeného a ukrytého během druhé světové války ve varšavském ghettu. Ringelblumův archiv, označovaný též jako Oneg šabat (též Oyneg Shabbos), byl pod jeho vedením shromažďován v letech 1940 až 1943. Obsahuje svědectví varšavských Židů a židovských uprchlíků z celého Polska, a zachytil tak osud polského židovstva během druhé světové války. Jeho součástí jsou eseje, deníky, kresby, plakáty a další materiály popisující život v ghettu. Byly ukryty v konvích na mléko a po válce byla část z nich objevena v ruinách varšavského ghetta.
Ringelbluma v dubnu 1943 zatkli Němci a poslali jej do pracovního tábora. Podařilo se mu utéci a spolu s rodinou a dalšími více než třemi desítkami lidí se ukrýval v bunkru ve Varšavě. Počátkem března 1944 Němci bunkr odhalili a všechny uvnitř popravili.